# Benjamin Cleary
Benjamin Cleary (* in Dublin) ist ein irischer Filmregisseur und Drehbuchautor. 

## Leben
Cleary entwickelte schon als Kind großes Interesse für den Film. Er studierte Drehbuchschreiben an der London Film School und beendete sein Studium 2011 mit einem Master of Arts. In der Folge widmete sich Cleary dem Drehbuchschreiben und gewann unter anderem 2012 die BlueCat Short Screenplay Competition in Los Angeles. Ab 2012 war Cleary im Auftrag von RTÉ als Drehbuchschreiber für verschiedene Projekte, darunter eine Kinderserie, tätig.
Aus einem Online-Video, in dem ein stotternder Mann unter anderem über seine Schwierigkeiten beim Telefonieren berichtete, entwickelte Cleary die Idee zu seinem Regiedebüt Stutterer, das 2015 erschien. Cleary teilproduzierte den Kurzfilm, führte Regie, schrieb das Drehbuch und schnitt den Film. Stutterer gewann 2015 den Kurzfilmpreis des London Critics’ Circle und 2016 den Oscar in der Kategorie Bester Kurzfilm.

## Filmografie
- 2015: The Great Fall – Drehbuch
- 2015: Stutterer – Regie, Drehbuch, Schnitt, Produktion
- 2015: Love is a Sting – Drehbuch
- 2017: Wellen (Wave)
- 2021: Schwanengesang (Swan Song) – Regie und Drehbuch

## Auszeichnungen (Auswahl)
- 2015: Bester ausländischer Film, L.A. Shorts Fest, für Stutterer
- 2016: ALFS Award als britischer/irischer Kurzfilm des Jahres, London Critics Circle Film Award, für Stutterer
- 2016: Oscar, Bester Kurzfilm, für Stutterer
- 2022: Irish Film and Television Award, Nominierung als Rising Star[5]